# Открытый чемпионат Франции по теннису
Открытый чемпионат Франции по теннису (фр. Les Internationaux de France de Roland Garros; также известен как Ролан Гаррос) — один из четырёх турниров Большого шлема, ныне проводящийся в Париже на кортах местного теннисного комплекса «Roland Garros». Основные сетки соревнования традиционно проводятся в двухнедельный отрезок на рубеже весны и лета, выявляя победителей в девяти разрядах: в пяти — у взрослых и четырёх — у старших юниоров.
Организатор турнира — Французская федерация тенниса. Игровым покрытием является одна из модификаций грунта. Призовой фонд турнира в 2023 году составил около 50 млн евро.

## История
Впервые турнир был проведён в 1891 году в виде однодневного национального чемпионата. Принимать в нём участие могли лишь французские теннисисты, а также члены французских теннисных клубов. Первым победителем в клубе «Стад Франсе» (Stade Français) был англичанин; история сохранила лишь его имя — Х. Бриггс. Первой победительницей женского турнира стала в 1897 году Адин Массон. Турнир, однако, был не слишком популярен в первые годы проведения по причине статуса национального соревнования — лучшие теннисисты мира не могли принимать в нём участие. Ситуация изменилась с приданием чемпионату международного статуса в 1925 году.
Возобновление турнира после окончания Первой мировой войны ознаменовало расцвет французского тенниса. Сюзанн Ленглен, которая побеждала на турнире ещё до войны в возрасте 15 лет, доминировала в женском теннисе и выиграла шесть из семи чемпионатов в 1920—1926 гг.
С наступлением Открытой эры в 1968 году профессиональные теннисисты получили право выступать в турнире наравне с любителями. Австралиец Кен Розуолл стал первым победителем чемпионата Новой эры, получив в качестве приза 15 000 франков. Нэнси Ричи выиграла женское первенство.
Корты
Постройка теннисной арены «Ролан Гаррос» явилась прямым следствием победы в Кубке Дэвиса в 1927 году «четырёх мушкетёров» — Жака Брюньона, Жана Боротра, Анри Коше и Рене Лакоста. Французы выиграли Кубок в гостях у сборной США и ответная встреча в следующем году должна была проводиться во Франции. Однако, в Париже в то время не было теннисных стадионов, достаточных по вместительности для проведения такого крупного мероприятия. Интересно, что до строительства новой арены французский турнир проходил в клубе «Стад Франсе» на травяных кортах.
Совместными усилиями клуба «Стад Франсе» и правительства было освобождено 3 гектара земель поблизости Porte d’Auteuil. По условиям клуба, новая арена получила имя бывшего члена клуба, французского героя, пионера-авиатора и военного лётчика Ролана Гарроса (1888—1918), который был первым человеком, совершившим беспосадочный перелёт через Средиземное море, и который погиб всего за пять недель до окончания Первой мировой войны.
Стадионы «Ролан Гаррос» — одна из самых крупных и престижных теннисных арен мира. Однако, история комплекса омрачена коротким периодом во время Второй мировой войны, когда, в оккупированной немецкими войсками Франции, Ролан Гаррос использовался, как временный лагерь, где нацисты собирали евреев для последующей их отправки на восток, где большинство пленных находили свою смерть.
Со времён своей постройки «Ролан Гаррос» претерпевал неоднократные изменения и расширения, которых требовали растущие потребности тенниса. Многие считают «Ролан Гаррос» родиной игры на грунтовых кортах.
Центральный корт теннисного комплекса был построен в 1928 году и вмещает 15 тыс. зрителей. В 2001 году он был назван в честь бывшего президента Федерации тенниса Франции Филиппа Шатрие. Второй по значимости корт получил имя легендарной французской теннисистки Сюзанн Ленглен, он вмещает 10 тыс. зрителей. Корт № 1 вмещает 3700 зрителей.
Во время турнира матчи можно смотреть бесплатно: на площади перед мэрией Парижа устанавливают огромный экран, где теннис показывают в прямом эфире. Зрители устраиваются на специальном помосте, напоминающем корт, на асфальте, на скамейках и ограде.

## Победители
- Список финалов Открытого чемпионата Франции по теннису в мужском одиночном разряде
- Список финалов Открытого чемпионата Франции по теннису в женском одиночном разряде
- Список финалов Открытого чемпионата Франции по теннису в мужском парном разряде
- Список финалов Открытого чемпионата Франции по теннису в женском парном разряде
- Список финалов Открытого чемпионата Франции по теннису в смешанном парном разряде

- Список финалов Открытого чемпионата Франции по теннису в одиночном разряде среди юношей
- Список финалов Открытого чемпионата Франции по теннису в одиночном разряде среди девушек
- Список финалов Открытого чемпионата Франции по теннису в парном разряде среди юношей
- Список финалов Открытого чемпионата Франции по теннису в парном разряде среди девушек

## Рекорды

### Одиночный разряд
Мужчины
- Рафаэль Надаль — 14 титулов (2005-08, 2010-14, 2017-20, 2022)
- Макс Декюжи — 8 титулов (1903, 1904, 1907-09, 1912-14)
- Бьорн Борг — 6 титулов (1974-75, 1978-80, 1981)
- Анри Коше — 5 титулов (1922, 1926, 1928, 1930, 1932)
- Рене Лакост — 3 титула (1925, 1927, 1929)
- Густаво Куэртен — 3 титула (1997, 2000-01)
- Матс Виландер — 3 титула (1982, 1985, 1988)
- Иван Лендл — 3 титула (1984, 1986-87)
- Новак Джокович — 3 титула (2016, 2021, 2023)

Женщины
- Крис Эверт — 7 титулов (1974-75, 1979-80, 1983, 1985-86)
- Сюзанн Ленглен — 6 титулов (1920-23, 1925-26)
- Штеффи Граф — 6 титулов (1987-88, 1993, 1995-96, 1999)
- Маргарет Корт — 5 титулов (1962, 1964, 1969-70, 1973)
- Хелен Уиллз-Муди — 4 титула (1928-30, 1932)
- Жюстин Энен — 4 титула (2003, 2005-07)

Мужчины
- Майкл Чанг — 17 лет и 3 месяца
- Матс Виландер — 17 лет и 9 месяцев
- Бьорн Борг — 18 лет

Женщины
- Моника Селеш — 16 лет и 6 месяцев
- Аранча Санчес-Викарио — 17 лет и 5 месяцев
- Морин Коннолли — 17 лет и 8 месяцев

Мужчины
- Испания — 16 титулов
- Австралия и  США — по 11 титулов
- Франция и  Швеция — по 10 титулов

Женщины
- США — 28 титулов
- Германия — 10 титулов

Мужчины:
- Марсель Бернар (1946)
- Матс Виландер (1982)
- Густаво Куэртен (1997)
- Гастон Гаудио (2004)

Женщины:
- Маргарет Скривен (1933)
- Елена Остапенко (2017)

До введения тай-брейков
Мужчины: Стерджесс обыграл Макгрегора в 76 геймах (10:8 7:9 8:6 5:7 9:7) (1955)
Женщины: Мелвилл обыграла Тигарден в 56 геймах (9:7 4:6 16:14) (1972)
После введения тай-брейков
Мужчины:  Поль-Анри Матье обыграл  Джона Изнера в 76 геймах во втором круге со счётом 6-7 6-4 6-4 3-6 18-16 (2012)
Женщины: Джордан обыграла Минтер в 46 геймах (7:5 4:6 13:11) (1984)
Мужчины:  Фабрис Санторо обыграл  Арно Клемана в первом круге в 2004 году за 6 часов и 33 минуты
Женщины:  Куруми Нара обыграла  Монику Никулеску в финальном круге квалификации в 2010 году за 4 часа и 42 минуты
34 минуты (1988 — женщины):  Штеффи Граф обыграла  Наталью Звереву со счётом 6-0 6-0.

### Общая статистика
- Мужчины:  Анри Коше — 10 титулов (5+3+2)
- Женщины:  Маргарет Смит-Корт — 13 титулов (5+4+4)